# Federación Dominicana de Fútbol
Die Federación Dominicana de Fútbol ist der im Jahr 1953 gegründete nationale Fußballverband der Dominikanischen Republik. Der Verband organisiert die Spiele der Fußballnationalmannschaft und ist seit 1964 Mitglied im Kontinentalverband CONCACAF sowie seit 1958 Mitglied im Weltverband FIFA. Zudem richtet der Verband die höchste nationale Spielklasse Liga Mayor Dominicana aus.

## Erfolge
- Fußball-Weltmeisterschaften

Teilnahmen: Keine
- CONCACAF Gold Cup

Teilnahmen: Keine